# قانون السلاح في اليمن
تعتبر ملكية السلاح الناري في اليمن حقًا وليس امتيازًا، وبالتالي فهي مسموح بها دون أي ترخيص أو تصريح. اليمن هي ثاني أكثر دول العالم تسلحا بعد الولايات المتحدة (54 بندقية لكل 100 ساكن). 

## التاريخ
تاريخياً، يرتدي اليمنيون الجنبية وكان استخدام الأسلحة تنظمه القوانين القبلية.
في عام 1992 أصدرت الحكومة اليمنية قانون تنظيم حمل الأسلحة النارية والذخيرة وتجارتها. تنص المادة 9 من هذا القانون على ما يلي: 
| « | لمواطني الجمهورية الحق في حيازة البنادق والرشاشات والمسدسات وبنادق الصيد اللازمة لاستخدامهم الشخصي بكمية من الذخيرة لأغراض الدفاع المشروع. | » |

ومع ذلك، لم يحدد القانون السلطة التي ستكفل الحد من انتشار الأسلحة. 
في عام 2007، أصدرت الحكومة قرارًا بحظر الأسلحة في المدن الكبرى والحد من الأسلحة التي يحملها أفراد الأمن. في غضون ثلاث سنوات، تمت مصادرة 720 ألف قطعة سلاح غير مرخصة، وإغلاق المئات من متاجر الأسلحة. حطم الربيع العربي هذه الديناميكية.  
بعد اندلاع الحرب الأهلية في عام 2015، اجتاحت فصائل مختلفة أجزاء مختلفة من البلاد. نظرًا لعدم وجود حكومة مركزية لإنفاذ قوانين الأسلحة، يتم بيع جميع أنواع الأسلحة بما في ذلك البنادق والأسلحة النارية الآلية بالكامل والصواريخ الموجهة المضادة للدبابات أو المركبات المدرعة لمختلف المليشيات والأفراد الراغبين في شرائها. 
في أكتوبر 2018، أصدرت منظمة مراسلون من أجل الصحافة الاستقصائية العربية دراسة توضح أن العديد من الأسلحة في اليمن تم تصنيعها من قبل صانعي الأسلحة الأوروبيين. 

## حمل السلاح
حمل الأسلحة النارية في الأماكن العامة غير مقيد في المناطق الريفية، حيث يعيش أكثر من 66٪ من سكان اليمن، لكن يلزم الحصول على ترخيص من الدولة لحملها في المدن. في عام 2007، ألغت الحكومة جميع تراخيص الحمل وقدمت شروطًا إضافية جديدة لها. تم حظر حمل البنادق (على سبيل المثال أيه كيه-47) في المدن مع استثناءات قليلة.
يلزم أيضًا الحصول على ترخيص من الحكومة لباعة التجزئة للأسلحة والذخيرة، بما في ذلك الاحتفاظ بسجلات الأسهم والمبيعات واسم المشتري وبطاقة الهوية. ينظم القانون أيضًا عدد الحراس الشخصيين الذين يمكن أن يمتلكهم الشخص، وينص على عدم جواز نقل الأسلحة إلى أطراف ثالثة. 

## ملكية السلاح الناري
وفقًا لمسح الأسلحة الصغيرة لعام 2017، يوجد ما يقرب من 15 مليون سلاح ناري بحوزة المدنيين في اليمن أو 54 لكل 100 نسمة، مما يجعل اليمن ثاني أكثر دول العالم تسليحًا بعد الولايات المتحدة.